# اندیس کلاته برسگ
کلاته برسگ یک اندیس فلزی است که در حوالی شهر سلطان آباد  استان خراسان قرار دارد و مادهٔ معدنی موجود در آن، مس است.سنگ میزبان این اندیس آندزیت، تراکی آندزیت، بازالت است و دیرینگی آن به دوران ائوسن می‌رسد. در این اندیس، پاراژنز‌های کالکوسیت، لیمونیت یافت می‌شوند.